# Antarchaea oma
Antarchaea oma là một loài bướm đêm trong họ Noctuidae.